# Мидълбъри
Мидълбъри (на английски: Middlebury) е град в САЩ, административен център на окръг Адисън, щата Върмонт. Населението на града е 8598 души (по приблизителна оценка за 2017 г.). Мидълбъри е известен с университета си, с историческия си музей и с прекрасните си изгледи към Зелените планини и долината Шамплейн.